# Matador (Zeitschrift)
Matador (Eigenschreibweise: MATADOR) ist ein deutsches Männermagazin, das von 2004 bis 2008 bei der Bauer Verlagsgruppe erschienen ist und seit 2017 bei Ocean Global erscheint.

## Entstehung
Am 11. März 2004 erschien Matador mit der Titelergänzung Männer wollens wissen auf 186 Seiten. Herausgeber war die Bauer Verlagsgruppe, ehemals Verleger des Magazins Playboy, die damit erstmals einen Titel für dieses Marktsegment in Deutschland entwickelte, nachdem der Verlag nicht mehr über eine Lizenz zum Vertrieb der deutschen Playboy-Ausgabe verfügte.
Bis September 2004 erschienen drei Ausgaben, wovon durchschnittlich 225.000 Exemplare verkauft wurden. Aufgrund der Verkaufszahlen und einem positiven Leserfeedback wurde das Magazin ab Dezember 2004 monatlich veröffentlicht.

## Inhalt
Das unter Chefredakteur Stefan Gessulat gestartete Lifestylemagazin sollte Männer zwischen 20 und 49 Jahren ansprechen. Eine breite Themenpalette rund um Lebensbereiche des modernen Mannes mit überdurchschnittlichem Bildungsniveau sollte gegenüber Konkurrenzmagazinen, wie GQ, FHM, Maxim oder Playboy als hochwertige Alternative punkten. Themeninhalte waren Erotik, Autos, Technik, Sport, Style und Wissen.
Der Verlag beschrieb das Magazin als Heft-in-Heft-Konzept, das die nach Verlagsansicht typischen männlichen Interessen abdecken sollte: Motor, Erotik, Technik, Style, Sport und Wissen. Anfangs erschien das Magazin alle zwei Monate, ab September 2004 wurde auf eine monatliche Ausgabe umgestellt. Im August 2006 erschien die Jubiläumsausgabe mit den „schönsten Frauen aus 25 Ausgaben Matador“. Seit 2007 erschien viermal jährlich eine zusätzliche Modebeilage mit aktuellen Männerkollektionen.

## Kritik
Im November 2007 rügte der Deutsche Presserat das Magazin wegen Verstoßes gegen den Pressekodex. Es hatte ein Foto von einem Model vor einem Kühlschrank veröffentlicht, in dem Produkte eines einzigen Herstellers von Speiseeis zu sehen waren. Dieses wertete der Presserat als Schleichwerbung.

## Einstellung und Neuauflage
Im Jahr 2005 lag die Verkaufszahl bei ca. 189.500 Exemplaren. Zahlen des IVW (4/2006) offenbarten einen Rückgang von über 22.000 Exemplaren gegenüber dem Vorjahr, sodass ca. 167.300 Exemplare verkauft wurden. In einer Presseerklärung vom 27. März 2008 teilte der Verlag mit: „Das Männer-Lifestyle Magazin 'Matador' (...) wird mit Heftfolge Nr. 6 eingestellt. In einem außerordentlich schwierigen Marktumfeld konnten die wirtschaftlichen Ziele nicht erreicht werden.“ Laut Verlag erreichte das Magazin zum damaligen Zeitpunkt eine Auflage von 163.041 Exemplaren (IVW 4/2007). Von der Einstellung waren nach Verlagsangaben 16 Redakteure betroffen. Die Auflage entsprach laut IVW (1/2008) etwa 155.500 verkauften Exemplaren.
Seit Oktober 2017 erscheint die Zeitschrift alle zwei Monate beim Kieler Verlag Ocean Global, der dafür eine Lizenz von der Bauer Media Group erwarb.